# Текелі
Текелі́ (каз. Текелі) — місто, центр Текелійської міської адміністрації Жетисуської області Казахстану.
Населення — 29253 особи (2021; 26062 у 2009, 23982 у 1999, 31428 у 1989).
Місто розташоване у верхів'ях річки Каратал у передгір'ях Джунгарського Алатау. Залізнична станція. Свинцево-цинковий комбінат, цегельний завод, підприємства легкої промисловості. Серед визначних місць міста — вулиця довжиною 28 км. У місті знаходиться філія Університету Центральної Азії.
Місто закладене біля підніжжя Джунгарських гір наприкінці 1930-их років на місці великого родовища поліметалевих руд. Під час Німецько-радянської війни це родовище давало країні свинець для кожної восьмої кулі. Статус міста з 1952 року.

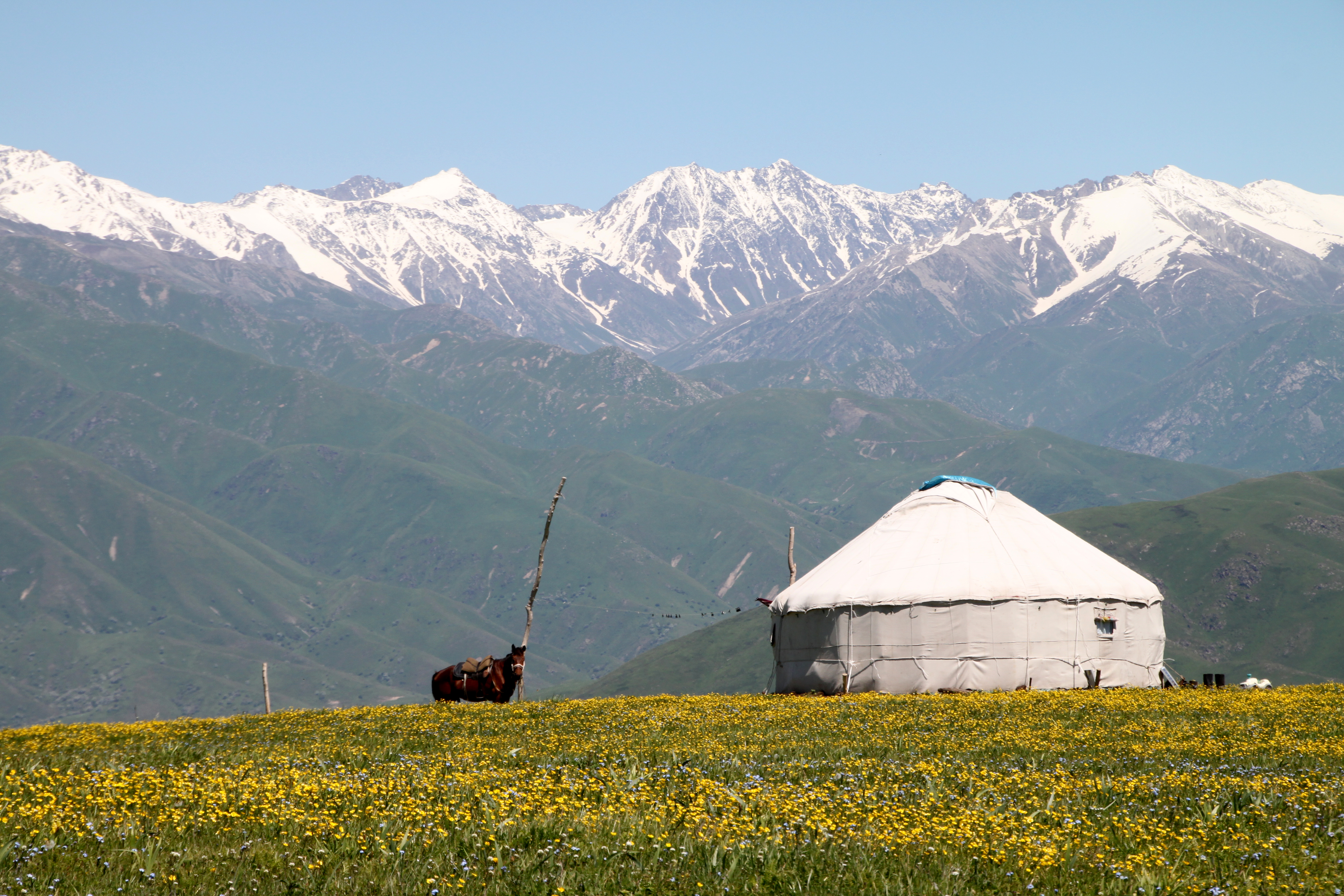
Юрти у Текелі
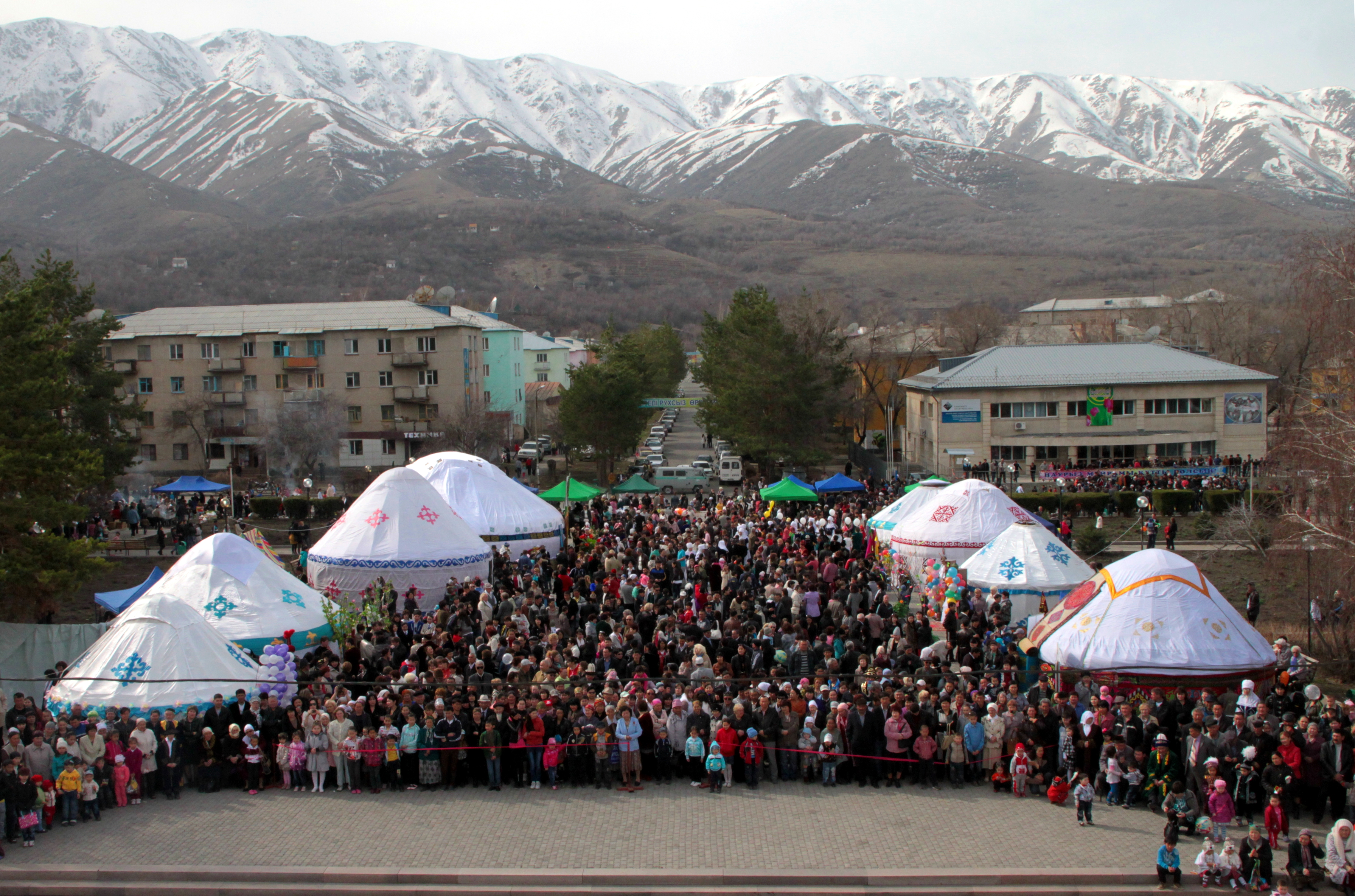
Свято Новруз
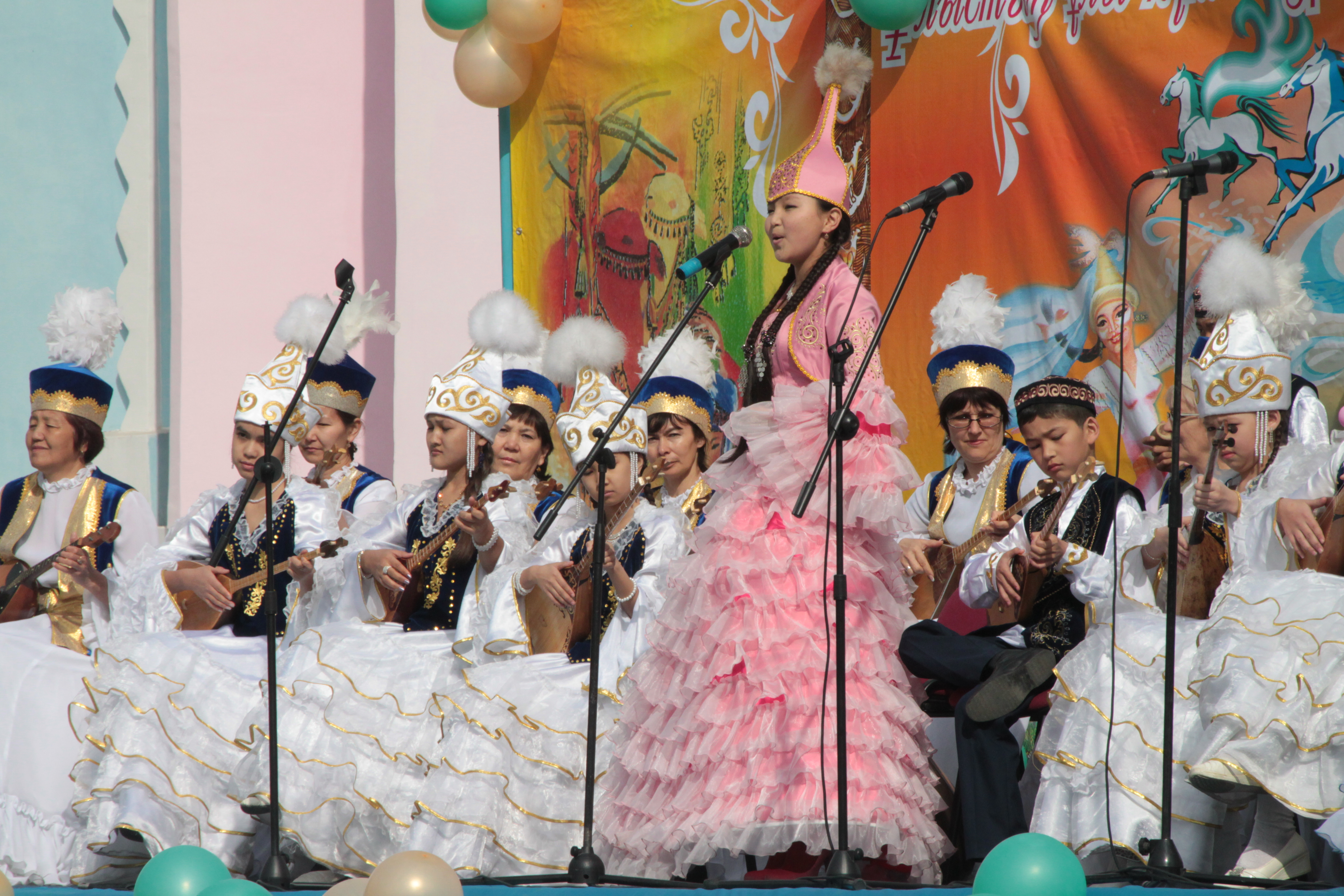
Свято Новруз
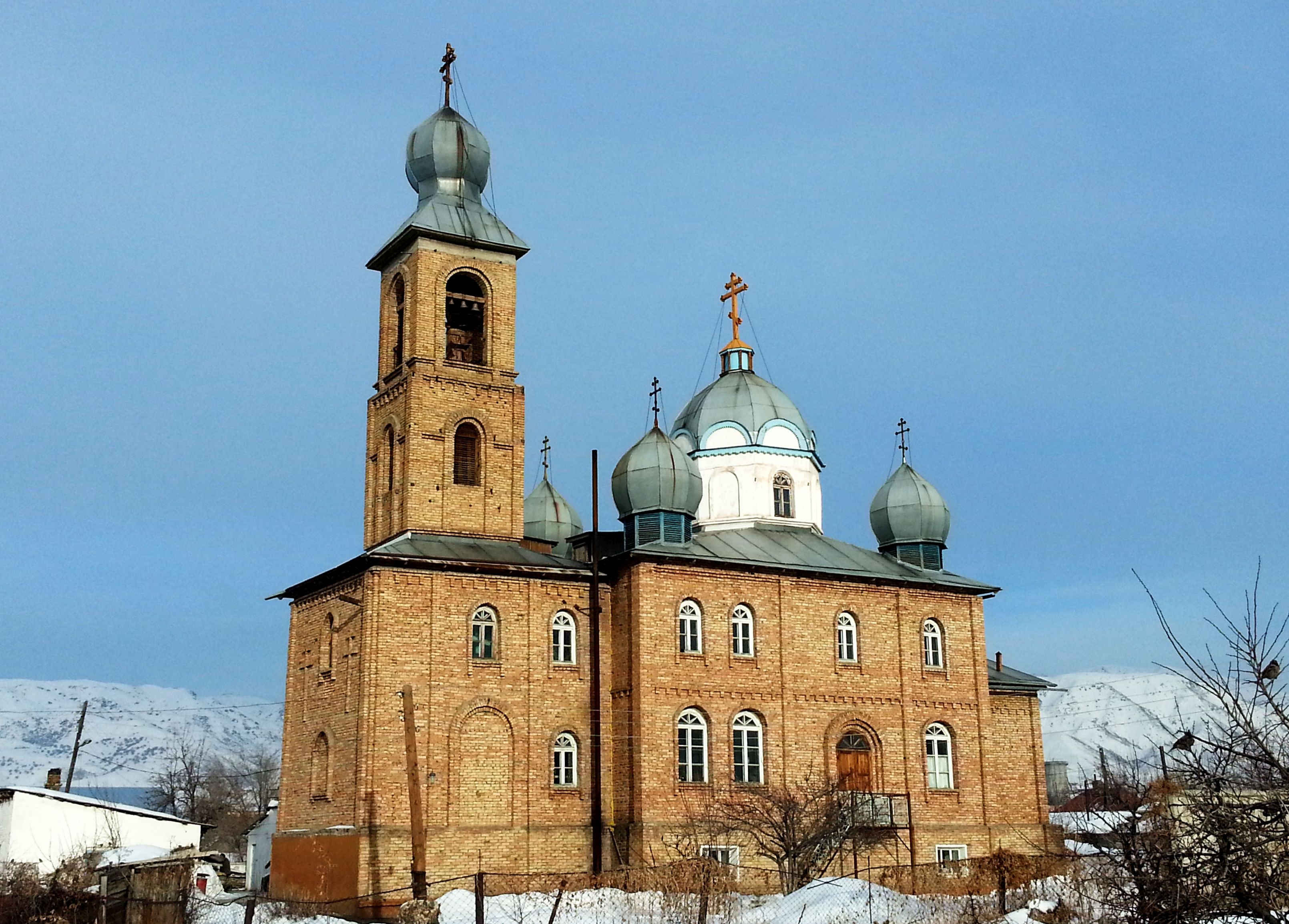
Православна церква

### відомі уроженці
1967 році в цьому місті народився радянський важкоатлет юрій зайпулаев екс чемпіон поміж юніорів в 1980-десятих